# 普凡嫩施蒂爾山

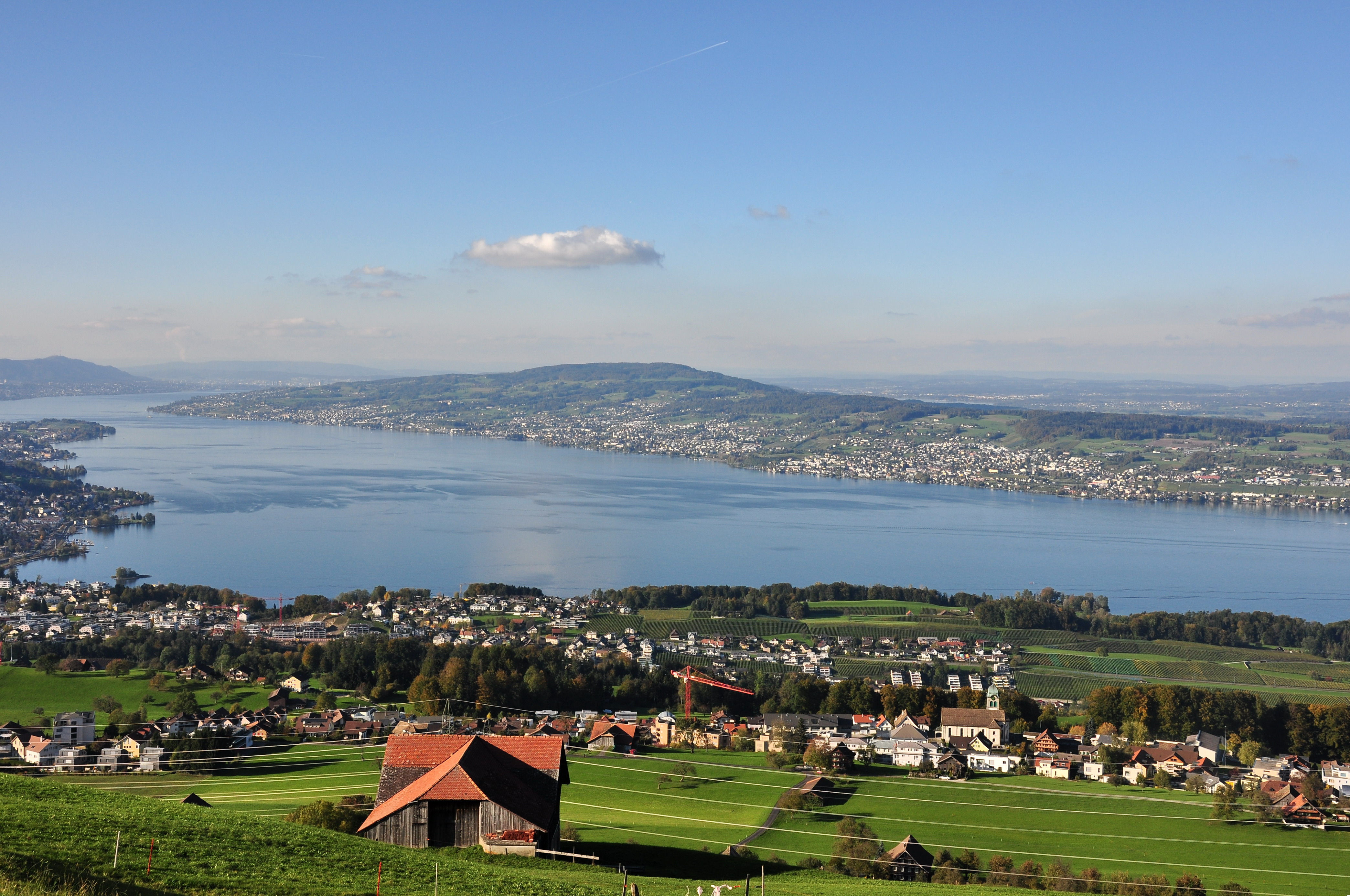

47°17′30″N 8°40′17″E / 47.29167°N 8.67139°E
普凡嫩施蒂爾山（德語：Pfannenstiel）是瑞士蘇黎世州的山峰，位於該國東北部，俯瞰蘇黎世湖和蘇黎世高地，海拔高度853米，每年平均降雨量1,869毫米。